# 旭丘站 (北海道)

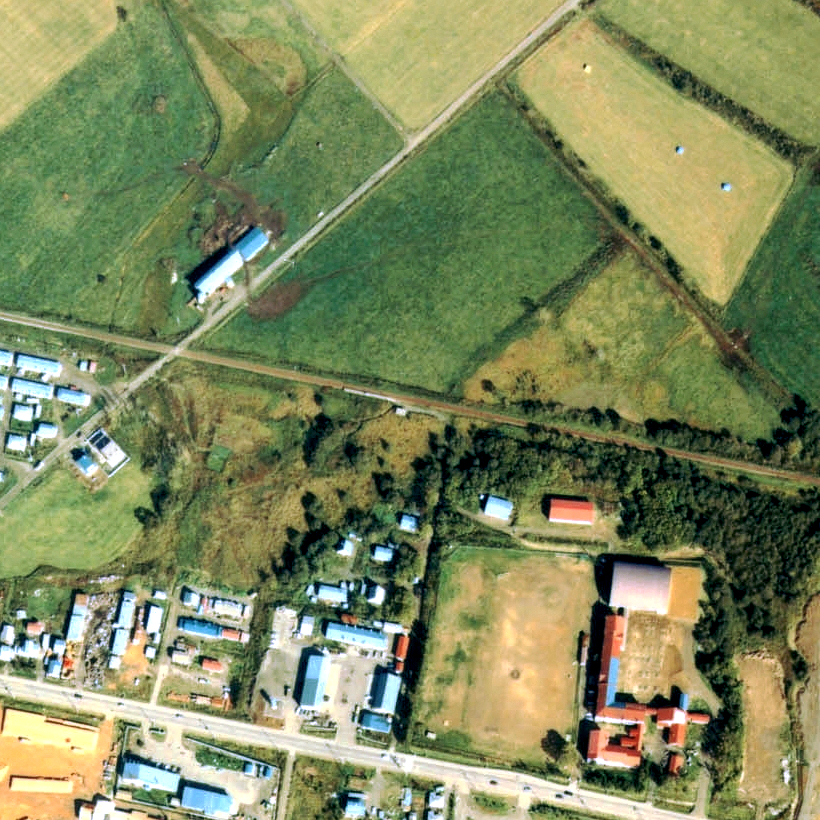
1978年的旭丘臨時乘降場與方圓約500米範圍。右邊是紋別方向。月台前設有候車室。

旭丘站（日语：／ Asahigaoka eki */?）是位於北海道紋別郡興部町字興部，北海道旅客鐵道（JR北海道）的名寄本線車站（廢站）。隨著名寄本線廢線，車站在1989年（平成元年）5月1日廢除。

## 歷史
- 1956年（昭和31年）9月1日 - 日本國有鐵道（國鐵）名寄本線秋里臨時乘降場（日语：／）啟用[1][2]。
- 1959年（昭和34年）11月1日 - 臨時乘隆場遷移（距離興部站的實際距離由3.6km變成1.3km）[1][3]。同時改名為旭丘臨時乘降場（日语：／）[1]。
- 1980年代 - 日文寫法改為[1]。
- 1987年（昭和62年）4月1日 - 伴隨國鐵分割民營化，車站由北海道旅客鐵道（JR北海道）營運。同時升級為車站[1]，名為旭丘站。
- 1989年（平成元年）5月1日 - 名寄本線全線廢除，此站也廢除[1]。

## 車站構造
截至車站廢除前，車站是一座地面車站，設有1面1線的單式月台。

## 車站周邊
- 北海道興部高等學校（日语：北海道興部高等学校）
- 國道238號（日语：国道238号）
- 北紋巴士（日语：北紋バス）「興部高校前」巴士站

## 現況
月台和路軌已經撤走。現時，車站遺址為空地。

## 相鄰車站
北海道旅客鐵道（JR北海道）
名寄本線
興部－旭丘－豐野

## 注腳
1. 1 2 3 4 5 6  . JTB. 1998 （日语）.
2. ↑  興部町百年史指出是在昭和32年11月1日啟用。而路軌巴士開始運行日期是昭和30年12月起。
3. ↑  興部町史編纂委員会 (编). . 興部町. 1993-03 （日语）.